# Thanatus flavidus
Thanatus flavidus là một loài nhện trong họ Philodromidae.
Loài này thuộc chi Thanatus. Thanatus flavidus được Eugène Simon miêu tả năm 1875.